# Stenbaracken, Malmberget
Stenbaracken är en ruin på Rönnvägen 4 i Engelska området på Kilen i Malmberget i Gällivare kommun. Byggnaden uppfördes 1897–1898 och användes ursprungligen som bostadshus och sedermera som sprängämnesförråd vid tiden för den tidiga gruvbrytningen i Malmberget. Byggnaden kommer eventuellt flyttas i och med samhällsomvandlingen av Malmberget och Gällivare.
Stenbaracken, som byggnaden kallas, uppfördes 1897 eller 1898 av det engelska bolag som bedrev gruvbrytningen och fungerade då som bostadshus för gruvarbetarna. Byggnaden var dock för kall för ändamålet och användes därefter som sprängämnesförråd. Åren 1918–1920 användes byggnaden som likbod när spanska sjukan härjade i området. På 1960-talet skadades byggnaden av en brand och fick därvid sitt nutida utseende.
Byggnaden är uppförd i rektangulära sprängstenblock och är tämligen unik, då få icke-religiösa byggnader uppfördes helt i sten i norra Sverige under samtiden. På grund av samhällsomvandlingen i Malmberget överväger LKAB att bevara byggnaden eftersom den anses vara av stort kulturhistoriskt värde, både för den tidiga gruvbrytningen i Malmberget och för Malmbergets bebyggelse.
De sanitära förhållandena var där som i övrigt i den tiden mycket primitiva. På baksidan av huset fanns en slasklåda, senare byggdes slaskhus. Disk- och tvättvatten slängdes ut på gården, köksavfall sparades i en 'skrädhink' till dem som hade kor och andra husdjur. Torra sopor förekom aldrig, de eldades upp i vedspisen. I närheten av Stenbaracken fanns under en tid en pudrettfabrik där latrinet från närliggande bostäder blandades med torvströ från myren. Det blev en fin gödsel som resulterade i fina gräsmattor här och var i samhället.